# NGC 4392
NGC 4392 је галаксија у сазвежђу Ловачки пси која се налази на NGC листи објеката дубоког неба.
Деклинација објекта је + 45° 50' 51" а ректасцензија 12h 25m 18,7s. Привидна величина (магнитуда) објекта NGC 4392 износи 13,7 а фотографска магнитуда 14,7. NGC 4392 је још познат и под ознакама MCG 8-23-23, CGCG 244-12, 1ZW 35, PGC 40499.